# Вонсошки
Вонсошки (пол. Wąsoszki) — село в Польше, входит в Великопольское воеводство, Злотувский повят, Гмина Краенка. Население — 80 человек.